# Neoathyreus centralis
Neoathyreus centralis es una especie de coleóptero de la familia Geotrupidae.

## Distribución geográfica
Habita en Perú y Colombia.